# Сотник Забрьоха (персонаж)
Сотник Забрьоха — вигаданий персонаж, головний герой гумористично-сатиричної повісті Г. Квітки-Основ'яненка «Конотопська відьма».

## Образ
Образ сотника Микити Забрьохи — це їдка сатира на бундючну козацьку старшину та способи її керування козацтвом і селянством наприкінці XVIII століття.

## Характеристика
Микита Уласович Забрьоха — головний персонаж твору, козацький сотник за діяльністю, який успадкував посаду сотника після смерті свого батька, оскільки «від отця до сина сотенство і переходило». Однак, сотник — дармоїд та ледащо за своєю суттю, адже любить лише смачно попоїсти, добре випити та вдосталь поспати. Він не любить займатися жодною справою, а будь-яке діло наводить на нього сон, навіть при «полосканні» відьом — сотник лише позіхає. Зате пихи та зарозумілості в сотника безмір, і панські замашки прориваються у Забрьохи без особливих зусиль.
Забрьоха — малограмотна та неосвічена людина, чоловік низького вродженого інтелекту, який рахувати вміє лише до тридцяти. В управлінні сотнею він безпорадний та недолугий. В усіх службових і побутових справах звик покладатися на хитрого, підступного сотенного писаря Пістряка та в усьому йому підкорятися.
Єдине свідоме бажання Забрьохи — побратися з вродливою, працьовитою, чесною панночкою Оленою Йосипівною та заволодіти її приданим — великим, багатим хутором. Щоби привернути серце хорунжівни, сотник укладає угоду із відьмою та, заради власних інтересів, готовий навіть «Конотоп спалити» і всіх дітей конотопських за один день «потрощити».

### Мова сотника Забрьохи
Спілкується сотник Забрьоха з людьми завжди зневажливо, безсоромно, грубо та лайливо. В розмові часто вживає фразеологізми.

### Риси характеру Забрьохи
- брехливість;
- користолюбність;
- безвольність;
- недбалість;
- пристрасть до пияцтва;
- байдужість;
- ледачість;
- неосвіченість;
- пихатість;
- безпорадність;
- грубість;
- чванливість;
- зажерливість.
- зарозумілість

### Зовнішність Забрьохи
Герой повісті Микита Забрьоха завжди неохайний, недбалий та нечепурний. 
«…Голова йому не чесана, чуб не підголений, пика невмита, очі заспані, уси розкуйовджені, сорочка розхристана».
"Хоч на ньому i черкеска синя з позакидуваними назад вильотами i татарським поясом пiдперезана, i ножик на ланцюжку за нього застромлений, i пика вмита, i борода виголена, i на головi шапка, та як йому були очi заспанi i надутi, то й видно було, що вiн цiлу нiч гуляв".